# Philip Zimbardo
Philip George Zimbardo (Nueva York, 23 de marzo de 1933-San Francisco, California, 14 de octubre de 2024), también conocido como Philip Zimbardo o Phil Zimbardo, fue un psicólogo e investigador del comportamiento estadounidense. Fue presidente de la Asociación Norteamericana de Psicología en el 2002 y son célebres, tanto en el mundo académico como fuera de él, sus trabajos en psicología social, especialmente el  experimento de la cárcel de Stanford.

## Datos biográficos

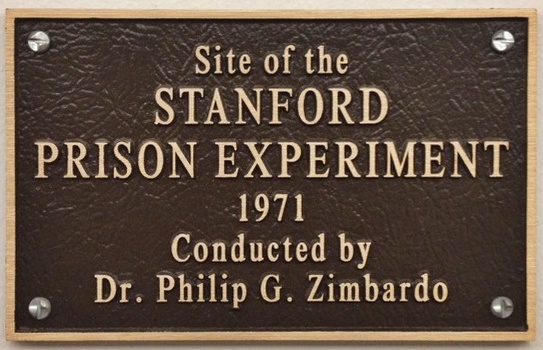
Esta imagen muestra una placa que marca el lugar donde se llevó a cabo el famoso experimento de la prisión de Stanford.

Zimbardo fue profesor en la Universidad Yale, en la Universidad de Nueva York (NYU) y en la Universidad de Columbia y dio clases en la Universidad Stanford desde 1968 hasta su retiro, en noviembre del 2003.[cita requerida]
Especializado en psicología social, se hizo famoso al concebir el experimento de la cárcel de Stanford, en el cual sus estudiantes fueron puestos en el papel de prisioneros o de guardianes. Según las conclusiones que extrajo del mismo, las mismas fuerzas pueden hacer, según las circunstancias de cada uno, o bien un torturador o bien un héroe (ver la correspondiente película The Stanford Prison Experiment).[cita requerida]
En calidad de experto, fue llamado a declarar en el juicio por las vejaciones realizadas en la cárcel de Abu Ghraib por parte de tropas estadounidenses a presos iraquíes para que expusiera su teoría de la influencia de la situación en la conducta humana. Una de sus labores importantes ha consistido en hacer llegar la psicología al público gracias a la serie Descubriendo la psicología, de la cadena Public Broadcasting Service (PBS). Fundó además The Shyness Clinic ("La Clínica de la Timidez") en Menlo Park (California), para tratar la timidez de los adultos y de los niños. Y presidió la Sociedad Estadounidense de Psicología en el 2002. Ha sido también muy célebre por sus obras, utilizadas en numerosos cursos de psicología en los Estados Unidos.[cita requerida]

## Proyectos recientes
En el 2010, creó la organización sin fines de lucro The Heroic Imagination Project con el objetivo de enseñar a la gente a reaccionar ante retos y situaciones complicadas.

## Obras
- Influencing attitude and changing behavior: A basic introduction to relevant methodology, theory, and applications (Topics in social psychology), Addison Wesley, 1969
- The Cognitive Control of Motivation. Glenview, IL:  Scott, Foresman, 1969
- Stanford prison experiment: A simulation study of the psychology of imprisonment,  Philip G. Zimbardo, Inc., 1972
- Influencing Attitudes and Changing Behavior. Reading, MA:  Addison Wesley Publishing Co.,  1969,  ISBN 0-07-554809-7
- Canvassing for Peace:  A Manual for Volunteers. Ann Arbor, MI:  Society for the Psychological Study of Social Issues, 1970, ISBN
- Influencing Attitudes and Changing Behavior (2nd ed.).  Reading, MA: Addison Wesley., 1977, ISBN
- Shyness: What It Is, What to Do About It, Addison Wesley, 1990, ISBN 0-201-55018-0
- The Psychology of Attitude Change and Social Influence. New York: McGraw-Hill, 1991, ISBN 0-87722-852-3
- Psychology (3rd Edition), Reading, MA:  Addison Wesley Publishing Co.,  1999, ISBN 0-321-03432-5
- The Shy Child : Overcoming and Preventing Shyness from Infancy to Adulthood, Malor Books, 1999, ISBN 1-883536-21-9
- Violence Workers: Police Torturers and Murderers Reconstruct Brazilian Atrocities. Berkeley, CA: University of California Press, 2002, ISBN 0-520-23447-2
- Psychology - Core Concepts, 5/e, Allyn & Bacon Publishing, 2005, ISBN 0-205-47445-4
- Psychology And Life, 17/e, Allyn & Bacon Publishing, 2005, ISBN 0-205-41799-X
- The Lucifer Effect: Understanding How Good People Turn Evil, Random House, New York, 2007, ISBN 1-4000-6411-2
- The Time Paradox: The New Psychology of Time That Will Change Your Life, Simon & Schuster, New York, 2008, ISBN 1-4165-4198-5
- The Journey from the Bronx to Stanford to Abu Ghraib, pp. 85–104 in "Journeys in Social Psychology: Looking Back to Inspire the Future", edited by Robert Levine, et al. CRC Press, 2008. ISBN 0-8058-6134-3
- Psychology According to Shakespeare: What You Can Learn About Human Nature From Shakespeare's Great Plays [La psicología según Shakespeare: lo que podemos aprender acerca de la naturaleza humana a partir de las grandes obras de Shakespeare] con Robert L. Johnson. Prometheus. 344 pp. 18 de junio del 2024. ISBN-10 1633889602 ISBN-13 978-1633889606 (en inglés).[6]